# Ørskog
Ørskog er en tidligere kommune på Sunnmøre i Møre og Romsdal fylke i Norge.  Med kommunereformen i Norge blev   Sandøy, Skodje, Haram og Ørskog kommuner  1. januar 2020  lagt  sammen med Ålesund.  Den tidligere kommune grænser i nord og øst til Vestnes, i syd til Stordal og i vest til Skodje. Over Storfjorden i sydvest ligger Sykkylven kommune.

## Kendte ørskogbygdere
- Rasmus Ingebrigtsson Myklebust – «Store-Rasmus» (ca. 1595–ca. 1666), bondeoprører
- Sylvi Listhaug (1977–), byråd for velfærd og sociale tjenester i Oslo